# Rasa Leleivytė
Rasa Leleivytė, née le 22 juillet 1988 à Vilnius, est une coureuse cycliste lituanienne, membre de l'équipe Vaiano-Solaristech. Elle a été championne du monde sur route juniors en 2005 et Championne d'Europe sur route espoirs en 2008.

## Biographie
Mi-septembre 2016, elle participe aux championnats d'Europe sur route. Sur la course en ligne, elle se préserve pour le final. Dans la dernière ascension de la côte de Cadoudal, elle suit l'accélération de Katarzyna Niewiadoma avec Elisa Longo Borghini, Alena Amialiusik et Anna van der Breggen. Au sprint, elle prend la cinquième place.

## Dopage
Elle est suspendue par l'UCI après un test réalisé hors-compétition, le 12 juin 2012, qui a révélé la présence d'EPO.

## Palmarès

### Par années
- 2005
  -  Médaillée de bronze du championnat du monde sur route juniors
- 2006
  -  Championne du monde sur route juniors
- 2007
  -  Championne de Lituanie sur route
  -  Médaillée de bronze du championnat d'Europe sur route espoirs
- 2008
  -  Championne d'Europe sur route espoirs
  - Giro del Valdarno
  - 2e de la Classique de Padoue
  - 3e du GP Carnevale d'Europa
- 2009
  -  Championne de Lituanie sur route
  - 8e du Grand Prix de Plouay
- 2010
  - 1re étape du Tour du Qatar
  - GP Città di Cornaredo
  - 3e étape du Trophée d'Or féminin
  - 3e du Tour du Qatar
  - 3e du championnat de Lituanie sur route
  - 8e du championnat du monde sur route
  - 10e du Grand Prix de Plouay
- 2011
  -  Championne de Lituanie sur route
  - GP Comune di Cornaredo
  - 3e du Tour de Toscane
  - 5e du Tour of Chongming Island World Cup (Cdm)
  - 9e du championnat du monde sur route
  - 9e du Grand Prix de Plouay (Cdm)
- 2015
  - 3e du Grand Prix Cham-Hagendorn
- 2016
  - 5e du championnat d'Europe sur route
- 2017
  - 2e du GP della Liberazione
  - 2e du championnat de Lituanie sur route
  - 2e du Tour d'Émilie
- 2018
  -  Championne de Lituanie sur route
  - Tour d'Émilie
  - 2e du La Classique Morbihan
  - 3e du Gran Premio della Liberazione
  - 5e du championnat d'Europe sur route
- 2019
  - 10e du championnat d'Europe sur route
  - 3e du Giro delle Marche in Rosa
- 2020
  - 2e du Tour d'Émilie
- 2021
  - 2e du Tour de Toscane féminin-Mémorial Michela Fanini
  -  Médaillée de bronze du championnat d'Europe sur route
- 2022
  -  Championne de Lituanie sur route
- 2023
  - 1re étape du Tour de Toscane féminin-Mémorial Michela Fanini
  - 2e du Tour de Toscane féminin-Mémorial Michela Fanini
- 2024
  - 1re et 3e étapes du Tour de Toscane féminin-Mémorial Michela Fanini
  - 2e du Tour de Toscane féminin-Mémorial Michela Fanini
  - 9e du championnat d'Europe sur route

### Résultats sur les grands tours

#### Tour d'Italie
13 participations
- 2010 : 64e
- 2011 : 31e
- 2012 : 13e
- 2015 : 47e
- 2016 : 20e
- 2017 : 27e
- 2018 : 82e
- 2019 : 72e
- 2020 : 49e
- 2021 : 55e
- 2022 : 25e
- 2023 : 75e
- 2025 : 107e

### Classements mondiaux
| Année                                 | 2009 | 2010 | 2011 | 2012 | 2013 | 2014 | 2015 | 2016 | 2017 | 2018 | 2019 | 2020 | 2021 | 2022 | 2023 | 2024 |
| ------------------------------------- | ---- | ---- | ---- | ---- | ---- | ---- | ---- | ---- | ---- | ---- | ---- | ---- | ---- | ---- | ---- | ---- |
| Classement UCI                        | 60e  | 17e  | 12e  | 225e | nc   | nc   | 135e | 64e  | 50e  | 42e  | 96e  | 50e  | 79e  | 114e | 275e | 223e |
| UCI World Tour                        |      |      |      |      |      |      |      | 93e  | 65e  | 209e | 120e | 74e  | nc   | 197e | nc   | nc   |
|                                       |      |      |      |      |      |      |      |      |      |      |      |      |      |      |      |      |
| Légende : nc = non classéSource : UCI |      |      |      |      |      |      |      |      |      |      |      |      |      |      |      |      |